# Baby Love (thriller)
Baby Love is een Britse thriller uit 1968 onder regie van Alistair Reid. De film is gebaseerd op het boek Baby Love van Tina Chad Christian en bevindt zich in het publiek domein.

## Verhaal
Nadat de moeder van veertienjarige Luci zelfmoord heeft gepleegd, besluit een oude vriend van haar moeder om Luci in zijn gezin op te nemen. Al vrij snel raken de leden van dit gezin gevangen in een net van seksuele obsessies en traumatische ervaringen.

## Rolverdeling
| Acteur                            | Personage           |
| --------------------------------- | ------------------- |
| Ann Lynn                          | Amy                 |
| Keith Barron                      | Robert              |
| Linda Hayden                      | Luci                |
| Diana Dors                        | moeder van Liz Luci |
| Troy Dante                        | de vriend           |
| Sheila Steafel                    | Tessa Pearson       |
| Dick Emery                        | Harry Pearson       |
| Lewis Wilson                      | Priester            |
| Derek Lamden                      | Nick                |
| Patience Collier                  | Mrs. Carmichael     |
| Terence Brady                     | Man in winkel       |
| Marianne Stone                    | Manager             |
| Christine Proyor                  | vrouw in winkel     |
| Yvonne Hormer                     | vrouw in winkel     |
| Vernon Dobtcheff                  | Man in bioscoop     |
| Linbert Spencer                   | Indiaan             |
| Sally Stephens                    | Margo Pearson       |
| Timothy Carlton                   | Admiraal            |
| Christopher Witty                 | bemanning op boot   |
| Julian Barnes                     | bemanning op boot   |
| Michael Lewis                     | bemanning op boot   |
| Bruce Robinson – Man in nachtclub |                     |